# Ciech Cargo

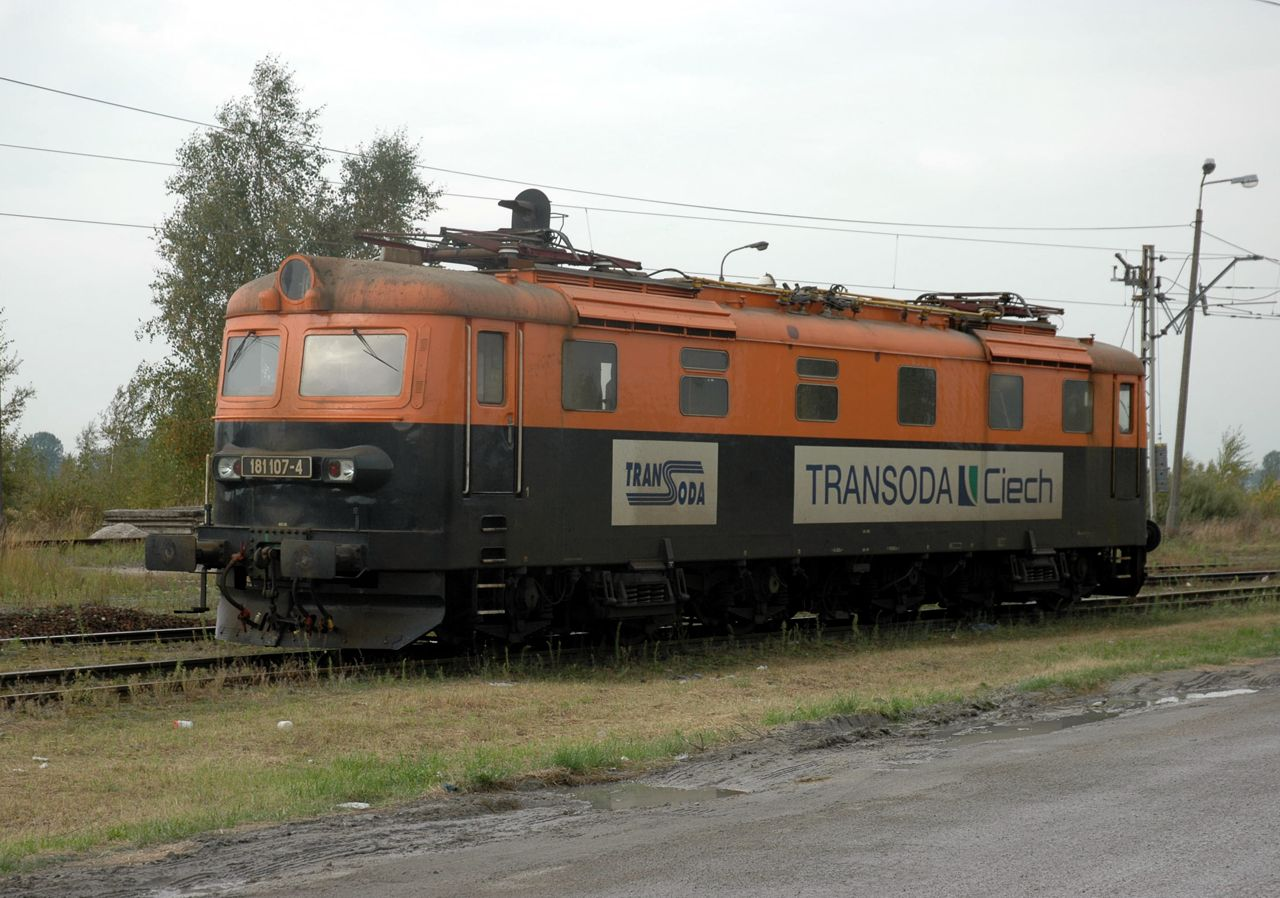
Transoda-Lok im Jahr 2009

Die Qemetica Cargo Sp. z o.o. ist ein Transportunternehmen mit Sitz in Inowrocław. Das zu Ciech gehörende Unternehmen wurde im Mai 2000 als Transoda gegründet und hieß bis 2024 Ciech Cargo. Der Schwerpunkt lag ursprünglich auf dem Transport von Soda und wurde auf andere Gütertransporte wie Kohle, Zuschlagstoffe und Gefahrgut ausgeweitet.
Das Unternehmen bietet Dienstleistungen für den Schienenverkehr im Land im Bereich der Vermietung von Eisenbahnwagen, des Schienengüterverkehrs und des Betriebes von Anschlussgleisen an. Alle Transporte werden unter eigener Lizenz durchgeführt.
Zum Fuhrpark gehören:
- Diesellokomotiven (Baureihen 6D, T448P, M62Ko, 232)
- Elektrolokomotiven (Bombardier TRAXX, Newag Dragon)
- Güterwagen
  - Eaos
  - Behälterwagen 408S, 206S, 206Se, 206Sf
  - Selbstentladewagen 204V, 411Vb, 426Va